# Campionati europei di atletica leggera 2018 - Salto con l'asta femminile
Il concorso del salto con l'asta femminile ai campionati europei di atletica leggera 2018 si è svolto il 7 e 9 agosto 2018.

## Podio
| Oro     | Katerina Stefanidi Grecia     |
| Argento | Nikoleta Kyriakopoulou Grecia |
| Bronzo  | Holly Bradshaw Gran Bretagna  |

## Record
Prima di questa competizione, il record del mondo (RM), il record europeo (EU) ed il record dei campionati (RC) erano i seguenti:
| Record                | Prestazione | Atleta                    | Data                                 | Competizione |
| --------------------- | ----------- | ------------------------- | ------------------------------------ | ------------ |
| Record mondiale       | 5,06        | Elena Isinbaeva Russia    | 28 agosto 2009 Zurigo, Svizzera      |              |
| Record europeo        | 5,06        | Elena Isinbaeva Russia    | 28 agosto 2009 Zurigo, Svizzera      |              |
| Record dei campionati | 4,81        | Katerina Stefanidi Grecia | 9 luglio 2016 Amsterdam, Paesi Bassi | Europei 2016 |

## Risultati

### Qualificazione
Si qualificano alla finale gli atleti che saltano 4,55 m (Q) o le dodici migliori misure (q).
| Pos. | G | Atleta                 | Nazionalità                 | 4,00 | 4,20 | 4,35 | 4,45 | 4,50 | 4,55 | Risultato | Note |
| ---- | - | ---------------------- | --------------------------- | ---- | ---- | ---- | ---- | ---- | ---- | --------- | ---- |
| 1    | B | Katerina Stefanidi     | Grecia                      | –    | –    | –    | –    | –    | o    | 4,55      | Q    |
| 2    | B | Holly Bradshaw         | Gran Bretagna               | –    | –    | –    | –    | o    | r    | 4,50      | q    |
| 2    | A | Anzhelika Sidorova     | Atleti Neutrali Autorizzati | –    | –    | –    | –    | o    | r    | 4,50      | q    |
| 4    | A | Ninon Guillon-Romarin  | Francia                     | –    | –    | –    | o    | –    |      | 4,45      | q    |
| 4    | B | Nikoleta Kyriakopoulou | Grecia                      | –    | –    | –    | o    | r    |      | 4,45      | q    |
| 4    | B | Maryna Kylypko         | Ucraina                     | –    | o    | o    | o    | r    |      | 4,45      | q    |
| 4    | B | Olga Mullina           | Atleti Neutrali Autorizzati | –    | o    | o    | o    | r    |      | 4,45      | q    |
| 4    | B | Iryna Zhuk             | Bielorussia                 | –    | o    | o    | o    | –r   |      | 4,45      | q    |
| 9    | A | Eléni-Klaoúdia Pólak   | Grecia                      | xo   | xo   | xo   | o    | –    |      | 4,45      | q    |
| 10   | A | Amálie Švábíková       | Rep. Ceca                   | xo   | xxo  | o    | xo   | –    |      | 4,45      | q    |
| 11   | A | Angelica Bengtsson     | Svezia                      | –    | –    | xo   | xxo  | –    |      | 4,45      | q    |
| 12   | B | Carolin Hingst         | Germania                    | o    | xo   | o    | xxx  |      |      | 4,35      | q    |
| 13   | B | Lisa Gunnarsson        | Svezia                      | –    | xxo  | o    | xxx  |      |      | 4.35      |      |
| 13   | B | Minna Nikkanen         | Finlandia                   | –    | xxo  | o    | xxx  |      |      | 4,35      | =    |
| 15   | A | Lucy Bryan             | Gran Bretagna               | o    | o    | xo   | xxx  |      |      | 4,35      | =    |
| 15   | B | Marion Lotout          | Francia                     | –    | o    | xo   | xxx  |      |      | 4,35      |      |
| 17   | A | Wilma Murto            | Finlandia                   | –    | o    | xxo  | xxx  |      |      | 4,35      |      |
| 17   | A | Jacqueline Otchere     | Germania                    | o    | o    | xxo  | xxx  |      |      | 4,35      |      |
| 19   | B | Maialen Axpe           | Spagna                      | o    | xo   | xxo  | xxx  |      |      | 4,35      |      |
| 20   | A | Angelica Moser         | Svizzera                    | –    | o    | xxx  |      |      |      | 4,20      |      |
| 20   | B | Justyna Śmietanka      | Polonia                     | –    | o    | xxx  |      |      |      | 4,20      |      |
| 22   | A | Mónica Clemente        | Spagna                      | o    | xo   | xxx  |      |      |      | 4,20      |      |
| 22   | A | Lene Retzius           | Norvegia                    | o    | xo   | xxx  |      |      |      | 4,20      |      |
| 24   | B | Molly Caudery          | Gran Bretagna               | xxo  | xo   | xxx  |      |      |      | 4,20      |      |
| 25   | A | Femke Pluim            | Paesi Bassi                 | –    | xxo  | xxx  |      |      |      | 4,20      |      |
| 25   | A | Tina Šutej             | Slovenia                    | o    | xxo  | xxx  |      |      |      | 4,20      |      |
| 27   | A | Stefanie Dauber        | Germania                    | o    | xxx  |      |      |      |      | 4,00      |      |

### Finale
| Pos.    | Atleta                 | Nazionalità                 | 4,30 | 4,45 | 4,55 | 4,65 | 4,70 | 4,75 | 4,80 | 4,85 | 4,96 | Risultato | Note                                     |
| ------- | ---------------------- | --------------------------- | ---- | ---- | ---- | ---- | ---- | ---- | ---- | ---- | ---- | --------- | ---------------------------------------- |
| Oro     | Katerina Stefanidi     | Grecia                      | –    | –    | –    | o    | –    | o    | o    | xxo  | xxx  | 4,85      | Record dei campionati                    |
| Argento | Nikoleta Kyriakopoulou | Grecia                      | –    | o    | xo   | o    | o    | o    | xo   | xxx  |      | 4,80      | Miglior prestazione personale stagionale |
| Bronzo  | Holly Bradshaw         | Gran Bretagna               | –    | –    | o    | o    | –    | xxo  | xxx  |      |      | 4,75      |                                          |
| 4       | Anzhelika Sidorova     | Atleti Neutrali Autorizzati | –    | –    | o    | –    | xxo  | –    | xxx  |      |      | 4,70      |                                          |
| 5       | Ninon Guillon-Romarin  | Francia                     | –    | o    | o    | o    | xxx  |      |      |      |      | 4,65      |                                          |
| 6       | Angelica Bengtsson     | Svezia                      | –    | o    | xo   | xo   | xxx  |      |      |      |      | 4,65      |                                          |
| 7       | Iryna Zhuk             | Bielorussia                 | o    | xo   | xxo  | xxx  |      |      |      |      |      | 4,55      |                                          |
| 8       | Maryna Kylypko         | Ucraina                     | xo   | xo   | xxx  |      |      |      |      |      |      | 4,45      |                                          |
| 9       | Carolin Hingst         | Germania                    | o    | xxx  |      |      |      |      |      |      |      | 4,30      |                                          |
| 9       | Amálie Švábíková       | Rep. Ceca                   | o    | xxx  |      |      |      |      |      |      |      | 4,30      |                                          |
| 11      | Olga Mullina           | Atleti Neutrali Autorizzati | xo   | xxx  |      |      |      |      |      |      |      | 4,30      |                                          |
|         | Eléni-Klaoúdia Pólak   | Grecia                      | xxx  |      |      |      |      |      |      |      |      | nm        |                                          |